# Яканье
Я́канье — тип вокализма предударных слогов некоторых говоров русского языка, при котором в первом предударном слоге после мягких согласных гласные неверхнего подъёма всегда или в некоторых позициях совпадают в звуке [а]: лес — [л’аса́]; нёс — [н’асу́]; пять — [п’ата́к].
Яканье свойственно большинству акающих говоров русского и белорусского языков. Кроме того, яканье является нормой в белорусском литературном языке.

## Яканье в системе диалектного вокализма
Яканье как тип безударного вокализма является частным случаем аканья в широком смысле — неразличения гласных фонем неверхнего подъёма в безударных слогах. В число других его разновидностей входят аканье в узком смысле, иканье. Еканье также называется в числе случаев аканья в широком смысле, однако может рассматриваться и как разновидность яканья.

## Типы яканья

### Основные

#### Сильное
При сильном яканье в первом предударном слоге на месте ударных гласных неверхнего подъёма всегда произносится [а]. Данный тип является отличительной чертой псковской группы говоров и присущ также некоторым говорам Московской, Рязанской, Тульской, Орловской областей.

#### Умеренное
Умеренное яканье отличается тем, что перед твёрдым согласным в первом предударном слоге произносится [а], перед мягким — [и] или [е]: [п’ата́к], но [н’ис’и́], [н’ес’и́]. Яканье умеренного типа — характерная черта тульских говоров, наблюдаемая также в Московской и Тверской областях.

#### Диссимилятивное
В говорах с диссимилятивным яканьем выбор гласного в предударном слоге зависит от качества ударного гласного, что выражается в диссимиляции (расподоблении) гласных по подъёму: перед гласными верхнего подъёма ([и], [у]) произносится [а] ([н’асу́]), перед гласным нижнего подъёма [а] произносится [и] или [е] ([н’исла́], реже [н’есла́]). В зависимости от того, какие гласные произносятся перед ударными гласными среднего ([е], [о]) или верхне-среднего подъёма ([ê], [ô]), различают несколько подтипов диссимилятивного яканья.
| Подтипы диссимилятивного яканья | Подтипы диссимилятивного яканья | Подтипы диссимилятивного яканья    | Подтипы диссимилятивного яканья    | Подтипы диссимилятивного яканья    | Подтипы диссимилятивного яканья    | Подтипы диссимилятивного яканья    | Подтипы диссимилятивного яканья                                                        |                 |
| Тип                             | Тип                             | Предударный гласный перед ударным… | Предударный гласный перед ударным… | Предударный гласный перед ударным… | Предударный гласный перед ударным… | Предударный гласный перед ударным… | Распространение                                                                        | Распространение |
| ------------------------------- | ------------------------------- | ---------------------------------- | ---------------------------------- | ---------------------------------- | ---------------------------------- | ---------------------------------- | -------------------------------------------------------------------------------------- | --------------- |
| Тип                             | Тип                             | е                                  | ê                                  | о                                  | ô                                  | ’o                                 | Распространение                                                                        | Распространение |
| Архаический                     | Обоянский подтип                | и                                  | а                                  | и                                  | а                                  | и                                  | Курская (г. Обоянь, южнее Курска), Белгородская, Воронежская, Орловская области        |                 |
| Архаический                     | Задонский подтип                | е                                  | а                                  | е                                  | а                                  | е                                  | Липецкая область, до недавнего времени был распространён на севере Воронежской области |                 |
| Щигровский                      | Щигровский                      | и                                  | а                                  | а                                  | —                                  | и                                  |                                                                                        |                 |
| Суджанский                      | Суджанский                      | и                                  | —                                  | а                                  | —                                  | и                                  | Курская область, район г. Суджа                                                        |                 |
| Дмитровский (старобузский)      | Дмитровский (старобузский)      | и                                  | —                                  | и                                  | а                                  | и                                  |                                                                                        |                 |
| Мосальский (витебский)          | Мосальский (витебский)          | и                                  | —                                  | а                                  | —                                  | а                                  | Калужская область, Мосальский район                                                    |                 |
| Жиздринский (белорусский)       | Жиздринский (белорусский)       | а                                  | —                                  | а                                  | —                                  | а                                  | Калужская, Смоленская, Брянская области                                                |                 |
| Донской                         | Донской                         | и                                  | —                                  | и                                  | —                                  | и                                  |                                                                                        |                 |

### Прочие
Помимо трёх типов яканья, каждый из которых характеризуется одним принципом выбора гласного в предударном слоге, существуют более сложные типы, в которых на один из таких принципов накладывается принцип ассимилятивности. В таких случаях перед ударным [а] произносится [а]:
- при ассимилятивно-диссимилятивном яканье имеет место ассимиляция предударного и ударного [а] при диссимиляции того или иного рода при других ударных гласных;
- ассимилятивно-умеренное яканье предполагает произнесение предударного [а] не только перед твёрдыми согласными, но и перед мягкими в случае, если далее следует ударный [а];
- ассимилятивное яканье представляет собой сочетание принципа ассимилятивности с иканьем: перед всеми ударными гласными, кроме [а], произносится [и], перед ударным [а] — [а].

Другая группа сложных типов предполагает сочетание умеренного яканья с принципом диссимилятивности:
- при диссимилятивно-умеренном яканье перед мягкими согласными произносится [и], но перед твёрдыми проявляется диссимилятивность;
- умеренно-диссимилятивный тип отличается тем, что перед мягкими согласными проявляется диссимилятивность, но перед твёрдыми произносится [а].

## В белорусском языке
Яканье, помимо русских диалектов, присутствует в диалектах современного белорусского языка. Для его северо-восточного диалекта, включающего полоцкую и витебско-могилёвскую группы говоров, характерно диссимилятивное яканье (наряду с диссимилятивным аканьем), в то время как юго-западный диалект, объединяющий гродненско-барановичскую и слуцко-мозырскую группы говоров, характеризуется недиссимилятивными (сильным) яканьем и аканьем.